# 分界镇 (罗定市)
分界镇，是中华人民共和国广东省云浮市罗定市下辖的一个乡镇级行政单位。

## 行政区划
分界镇下辖以下地区：
分界社区、三和村、石牌村、分界村、金田村、金河村、金垌村、罗星村、罗光村和罗金村。